# Decimo Giunio Giovenale
(Satire, X, 356)
Decimo Giunio Giovenale (in latino Decimus Iunius Iuvenalis, pronuncia classica o restituta: [ˈdɛkɪmʊs ˈjuːnɪ.ʊs jʊwɛˈnaːlɪs]; Aquino, tra il 50 e il 60 – Roma, dopo il 127) è stato un poeta e retore romano.

## Biografia

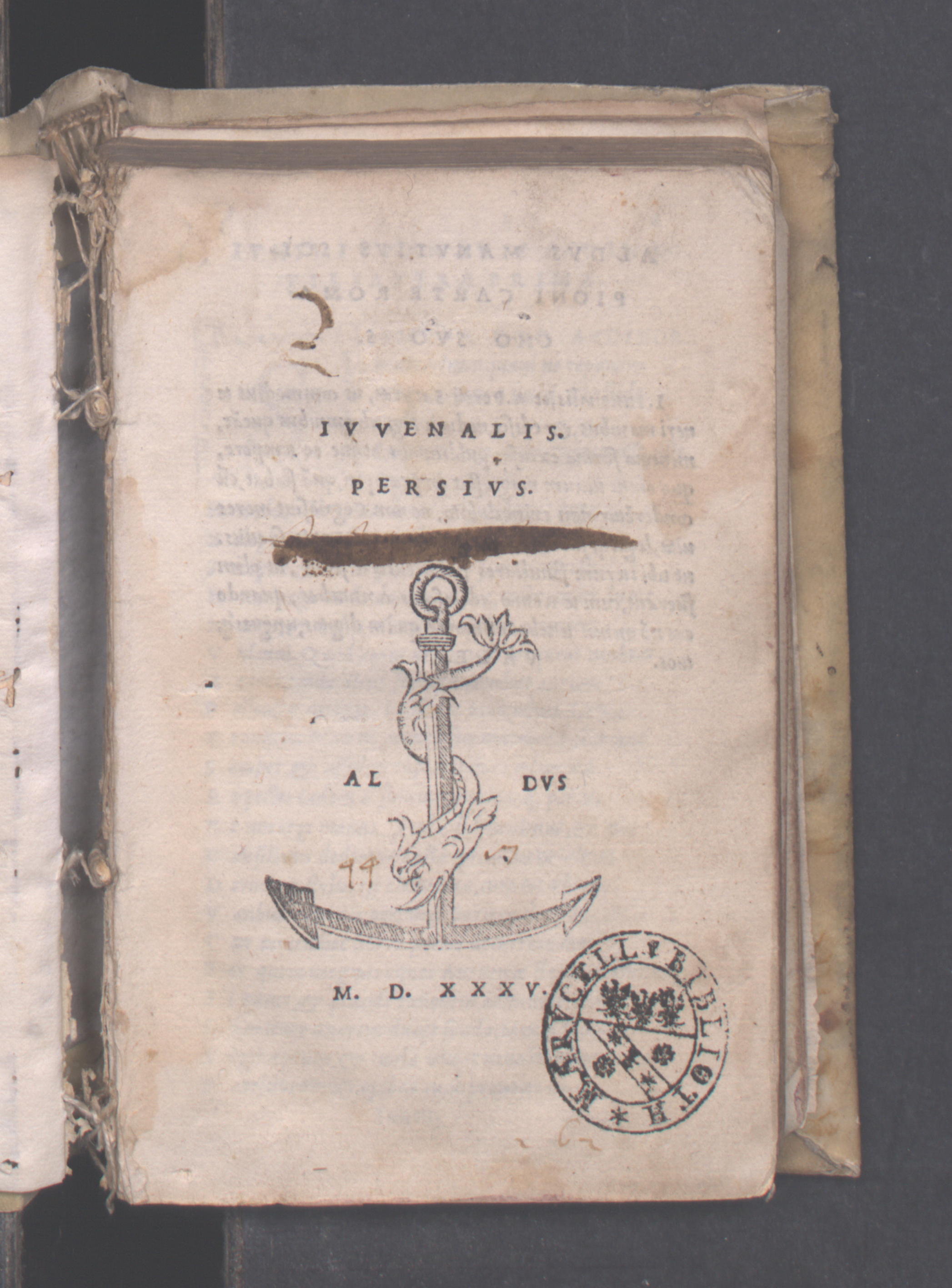
Satirae, 1535. Da BEIC, biblioteca digitale

Le notizie sulla sua vita sono poche e incerte, ricavabili dai rari cenni autobiografici presenti nelle sue sedici Satire scritte in esametri giunte fino ad oggi e da alcuni epigrammi a lui dedicati dall'amico Marziale.
Giovenale nacque ad Aquinum, nel Latium adiectum. Poiché nella prima satira, databile poco dopo il 100 d.C., si definisce non più iuvenis (v.25) - il che implica che avesse almeno quarantacinque anni - la data di nascita si può indicare approssimativamente fra il 50 e il 60 d.C. Marziale (unico autore contemporaneo a parlare di Giovenale) lo descrive intento alle faticose e umilianti occupazioni del cliens: probabilmente non apparteneva ad ceto elevato, ma ricevette ugualmente una buona educazione retorica. Intorno ai trent'anni cominciò forse ad esercitare la professione di avvocato, dalla quale però non ebbe i guadagni sperati e ciò lo convinse a dedicarsi alla scrittura, alla quale arrivò in età matura, circa a quarant'anni.
Visse soprattutto all'ombra di uomini potenti, nella scomoda posizione di cliens, privo di libertà politica e di autonomia economica ed è probabilmente questa la causa del pessimismo che pervade le sue satire e dell'eterno rimpianto dei tempi antichi. Scrisse fino all'avvento dell'imperatore Adriano e non si sa con certezza la data della sua morte, sicuramente posteriore al 127, ultimo termine cronologico ricavabile dai suoi componimenti.

## Il mondo poetico e concettuale di Giovenale
Giovenale considerò ridicola la letteratura mitologica, in quanto troppo lontana dal clima morale corrotto in cui viveva la società romana del suo tempo: egli considerò la satira indignata non soltanto la sua musa, ma anche l'unica forma letteraria in grado di denunciare al meglio l'abiezione dell'umanità a lui contemporanea.
In quanto scrittore di satire, Giovenale è stato spesso accostato a Persio, ma tra i due vi è una profonda differenza: Giovenale non crede che la sua poesia possa influire sul comportamento degli uomini, perché, a suo dire, l'immoralità e la corruzione sono insite nell'animo umano.
Proprio come in Persio è presente l'astio sociale, ma non esiste alcun intento esplicito di risolvere ciò che lui stesso condanna (non esiste un intento moralistico, ma solo satirico): a suo dire, non ci sono più le condizioni sociali che possano portare alla ribalta grandi letterati come Mecenate, Virgilio e Orazio lo erano nel periodo augusteo, perché, nella Roma dei suoi tempi, il poeta è bistrattato e spesso vive in condizioni di estrema povertà, tanto che spesso è la miseria che lo ispira.
Questa radicale avversione contro le iniquità e le ingiustizie, che lo portò anche a declamare versi di rabbia e protesta, è stata interpretata da alcuni come segnale di un atteggiamento democratico. Questo modo di intendere Giovenale è molto superficiale: al di là di qualche verso scritto in favore degli emarginati, l'atteggiamento di Giovenale è di inequivocabile disprezzo nei loro confronti, in quanto essi non hanno avuto l'intelligenza necessaria per uscire dalla loro condizione sociale.
Più che un democratico solidale, Giovenale fu un idealizzatore del passato, di quel buon tempo in cui il governo era caratterizzato da una sana moralità "agricola". Questa utopica fuga dal presente rappresenta l'implicita ammissione della frustrante impotenza di Giovenale, dato che nemmeno lui era in grado di "muovere le coscienze".
Negli ultimi anni della sua vita, il poeta rinunciò espressamente alla violenta ripulsa mossa dall'indignazione e assunse un atteggiamento più distaccato, mirante all'apatia, all'indifferenza, forse allo stoicismo, riavvicinandosi a quella tradizione satirica da cui in giovane età si era drasticamente allontanato. Le riflessioni e le osservazioni, un tempo dirette ed esplicite, divennero generali e più astratte, oltreché più pacate. Ma la natura precedente del poeta non andò del tutto distrutta e, tra le righe, magari dopo interpretazioni più complesse, si può ancora leggere la rabbia di sempre. Si parla di un "Giovenale democriteo", per designare il Giovenale degli ultimi anni, lontano dall'indignatio iniziale.
Bersaglio privilegiato delle satire di Giovenale sono le donne, in special modo quelle emancipate e libere tra le matrone romane, che, per il loro disinvolto muoversi nella vita sociale, personificano agli occhi del poeta lo scempio stesso del pudore.
Quelli che egli considerava i vizi e le immoralità dell'universo femminile gli ispireranno la satira VI, la più lunga, che rappresenta uno dei più feroci documenti di misoginia di tutti i tempi, dove campeggia la cupa grandezza di Messalina, definita Augusta meretrix, ovvero "prostituta imperiale".
Messalina viene presentata appunto come una persona dalla doppia vita: non appena suo marito Claudio si addormenta, ne approfitta per prostituirsi in un lupanare fino all'alba, "lassata viris necdum satiata" (stanca di tanti, ma non soddisfatta). Questa satira è stata scritta con l'intento di dissuadere dalle nozze l'amico Postumo e come esempio negativo di degenerazione vi è anche la figura di Eppia, una donna che fugge con un gladiatore, abbandonando il marito Veientone (un senatore), la sorella e i figli.
Le descrizioni dei comportamenti delle matrone romane da parte di Giovenale sono infatti spesso aspre e crude: frequenti sono i tratti quasi irreali di scialacquatrici senza il minimo freno morale, che non badano alla povertà alle porte perseverando in esistenze condite dei più turpi misfatti.
Si contano avvelenamenti, omicidi premeditati di eredi, sebbene talvolta si tratti dei propri figli, superstizioni superficiali, maltrattamenti estremi della servitù, nel segno di frustate e volontà di crocifiggere chi abbia commesso anche il minimo errore, a cui si aggiungono tradimenti e leggerezze morali imperdonabili agli occhi di Giovenale.
Significativa, come riassuntiva di quanto esposto, questa frase pronunciata da una matrona: "O demens, ita servus homo est?" ("O stupido, così uno schiavo sarebbe un essere umano?").
Altro comune bersaglio di Giovenale fu l'omosessualità, che si traduce per lui e per il mondo cui appartiene in una fatidica bolla d'infamia (si veda a questo proposito la Lex Scantinia). Giovenale conosce e distingue due diversi tipi di "omosessuale":
- quello che per natura proprio non può dissimulare la sua condizione (quindi tollerato, poiché è il suo triste destino);
- quello che per ipocrisia si nasconde di giorno pontificando rabbiosamente sulla corruzione degli antichi costumi romani, per poi sfogarsi di notte lontano da occhi indiscreti.

Entrambi questi tipi vengono condannati da Giovenale, poiché omosessuali, ma il secondo in modo particolare, per essersi reso ancora più odioso dall'alto del suo piedistallo di falso censore: ecco, quindi, che si ritrova quella carica anti-moralistica che è una cifra fondamentale della sua poetica. Il disprezzo per le convenzioni è bilanciato da una mitizzazione pressoché integrale del passato, secondo il tipico topos della perduta età dell'oro, quella dei popoli latini pastori e agricoltori, non ancora contaminati dai costumi orientali: infattic, Giovenale contrappone sempre l'omosessuale molle, urbano e molto raffinato, al ruvido e pio contadino repubblicano, in cui si concentrano per contrasto tutte le qualità di una civiltà guerriera, gloriosa e perduta. Tanto lontani dovevano apparire ai suoi occhi quei tempi di rustica virtù, almeno quanto appaiano a noi vicine simili libertà di costume (I-II secolo d.C.), al punto che, nella seconda satira, Giovenale dice espressamente, riferendosi alle unioni tra omosessuali:
(Giovenale, Satira II, vv 135-136.)
Il disprezzo per gli omosessuali si spinge in lui fino al punto da coinvolgere lo stesso imperatore, sfiorando il reato di lesa maestà (satira VII, 90-92), per via del quale si suppone sia stato esiliato in Egitto alla fine della sua vita: avrebbe infatti osato prendersi gioco della relazione tra l'imperatore Adriano e il bellissimo Antinoo, suo amante, che ci è noto soprattutto per la sterminata quantità di ritratti pervenutici. Tuttavia, la notizia del presunto esilio di Giovenale ci è tramandata da un anonimo biografo, addirittura del VI secolo.